# İskenderpaşa (Fatih)
 (mai 2025).
Si vous disposez d'ouvrages ou d'articles de référence ou si vous connaissez des sites web de qualité traitant du thème abordé ici, merci de compléter l'article en donnant les références utiles à sa vérifiabilité et en les liant à la section « Notes et références ».
Pour les articles homonymes, voir İskenderpaşa.
İskenderpaşa est l'un des 57 quartiers du district de Fatih sur la rive européenne d'Istanbul, en Turquie. En 2014, sa population s'élève à 13 526 habitants.

## Transports
Le quartier est desservi par la station Aksaray de la ligne M1 du métro d'Istanbul.